# Tiranas universitet

Tiranas universitet (albanska: Universiteti i Tiranës) är ett universitet i Tirana i Albanien som grundades 1957 genom sammanslagning av fem akademiska institutioner. Det är därmed Albaniens äldsta universitet. Antalet studenter uppgår till över 14000.